# Формальні методи
Формальні методи (англ. Formal methods) — у комп'ютерних науках, побудовані на математиці методи написання специфікацій, розробки та перевірки (англ. verification) програмного забезпечення та комп'ютерного обладнання. Цей підхід особливо важливий для вбудованих систем, для яких важливими є надійність або безпека, для захисту від помилок у процесі розробки. Застосування формальних методів особливо ефективне на ранніх етапах написання вимог та специфікацій, але, вони також можуть застосовуватися для повністю формальної розробки реалізації (наприклад, програми).

## Таксономія
Формальні методи може бути застосовано на декількох рівнях:
Рівень 0Написання формальної специфікації та неформалізована розробка, на її основі, програмного забезпечення.  Такий підхід, також, має назву спрощені формальні методи. Він може бути найоптимальнішим підходом з погляду витрат у багатьох випадках.
Рівень 1Формальний підхід до розробки та перевірки програмного забезпечення може використовуватись для формальнішої реалізації програми.  Наприклад, може виконуватись доведення властивостей або уточнення (англ. refinement) із формальної специфікації в програмі. Такий підхід найоптимальніший у вбудованих системах, які повинні мати високий рівень безпеки або надійності.
Рівень 2Можливе застосування систем автоматичного доведення теорем для проведення повністю автоматизованої перевірки доведення теорем. Це може бути занадто дорого, і, на практиці, застосовується у випадках, коли ціна помилок може бути зависокою (наприклад, в критично важливих частинах схеми мікропроцесорів).